# Megaherz
Megaherz é uma banda alemã de Neue Deutsche Härte fundada por Alexander Wesselsky em Eichenau, Alemanha, em 1993.

## História

### Os primeiros trabalhos (1993-2006)
A banda foi formada em 1993 no sudeste da Alemanha. Uma das suas mais famosas canções é Gott Sein ("Ser Deus") do primeiro álbum Wer Bist Du? ("Quem é Você?"). Eles nunca afirmaram publicamente se o nome da banda foi retirado de uma canção do Kraftwerk, que tem o mesmo nome.
O Megaherz passou por várias mudanças no estilo musical até o que ouvimos atualmente. Os primeiros trabalhos tinham um pouco de dark alternative metal, comparado com as bandas americanas da década de 1990 como o Faith no More, visto que os trabalhos mais recentes sejam comparados com bandas como o Oomph! e Rammstein. Após Noel Pix se juntar a banda na guitarra e teclados, a música do grupo começou a mostrar mais influência do Metal Industrial. Um exemplo desta fase vivida pelo grupo é o segundo álbum, Kopfschuss ("Headshot").
Em outubro de 2002, o vocalista Alexx Wesselsky anunciou que estava deixando a banda por motivos de diferenças criativas, mas apenas saiu após a finalização da turnê "Herzwerk II", que estava sendo realizada na época. Ele oficialmente deixou a banda em 1º de janeiro de 2003. Após a saída formou o grupo Eisbrecher com o ex-tecladista do Megaherz, Noel Pix. Em abril do mesmo ano, os membros restantes do Megaherz anunciaram que haviam encontrado um novo vocalista: Matthias "Jablonski" Elsholz da banda Twelve After Elf, que já era familiar entre os fãs após participação especial nas músicas Rappunzel do álbum Kopfschuss, Falsche Götter e Windkind do álbum Himmelfahrt. Em agosto de 2003 a banda anunciou que estava novamente a procura de um vocalista; em junho de 2004, anunciaram que um novo álbum estava a caminho. Não muito tempo depois disso, uma nova música foi lançada junto de uma pequena animação de Macromedia Flash, que causou rumores sobre um possível novo vocalista. Esta canção foi revelada como sendo Zeig mir dein Gesicht ("Mostre-me seu Rosto"), do álbum "5", que foi lançado no dia 6 de dezembro de 2004 e re-lançado nos Estados Unidos no dia 21 de fevereiro de 2006, pela Eclipse Records.
O baterista Jürgen Zink deixou a banda após a produção do álbum "5", devido uma inflamação no osso do pulso.
No dia 23 de setembro de 2005, foi anunciado o cancelamento de todas as turnês do ano, por que o vocalista Matthias deixou a banda "de repente". A razão não foi dada no site do Megaherz, mas nos fóruns do Eisbrecher, Matthias anunciou que ele e sua esposa estavam esperando gêmeos, e ele decidiu dedicar mais tempo a família.

### Heuchler, Götterdämmerung e Zombieland (2007-2014)
No dia 18 de abril de 2007, a banda confirmou em seu site que havia encontrado um novo vocalista e que estava trabalhando no seu sexto álbum, dizendo também que saíriam em turnê após finalizarem o seu novo álbum.
No dia 18 de agosto do mesmo ano, a nova formação finalmente foi anunciada e o site da banda relançado. Lex Wohnhaas (da banda Seelenbrand) era o novo vocalista. O posto de baterista foi ocupado por Jürgen "Bam Bam" da banda Bonfire, substituindo Frank Gegerle. Lex já havia cantado com o Megaherz uma vez, em um show em Moscou, após a saída de Matthias.
Em 2008, a banda lançou no seu endereço no Myspace duas músicas demo, Ebenbild e Fauler Zauber. Essas duas músicas estão no álbum Heuchler, que foi lançado  25 de julho de 2008. No dia 20 de junho do mesmo ano, a banda lançou o single Mann von Welt.
Em 2009, a banda lançou uma nova coletânea, com músicas de todos os álbuns anteriores.
Em 2010, a banda divulgou em seu MySpace alguns remixes de suas músicas, feitos por outros artistas. Estas músicas fazem parte de um álbum de remixes, chamado Loblieder, lançado no dia primeiro de abril de 2010. Alexander Wohnhaas já está escrevendo as novas canções para o próximo álbum da banda, que provavelmente deve ser lançado em meados de 2011.
Em 2012 lançou o álbum "Götterdämmerung".
Em 2014 a banda lançou o álbum "Zombieland" atingindo a posição de número 27 nas paradas alemãs.

### Erdwärts, turnê na China e o novo álbum"Komet"(2015-atualmente)
Em 4 de dezembro de 2015 a banda lançou o EP "Erdwärts" que contém canções inéditas e regravações das músicas "Teufel" e "Jordan", ambas do álbum Kopfschuss.
Em 8 de janeiro de 2016 a banda lançou o videoclipe da música "Einsam" do EP Erdwärts.
Em maio a banda anunciou seus shows em festivais e sua nova turnê juntamente com as bandas Heldmaschine e Erdling. Além dos shows na turnê, a banda também foi convidada, junto com várias outras para participar da turnê de encerramento de carreira do Unheilig.
Em janeiro de 2017, após o fim da Erdwärts Tour, a banda anunciou que havia iniciado as gravações de um novo álbum.
Em Maio de 2017 a banda saiu em uma turnê de 4 shows na China. A banda passou por Beijing, Guangzhou, Shangai e Chengdu.
Em dezembro de 2017 a banda anunciou a data de lançamento e a capa do seu novo álbum, "Komet". A banda descreve o álbum como "uma montanha-russa de sentimentos que se tornou muito mais intenso que os trabalhos anteriores da banda". O álbum foi lançado em 23 de fevereiro de 2018.  Em 15 de dezembro de 2017 a banda lançou o single e um videoclipe de "Vorhang auf", uma das canções do novo álbum.  Em 12 de janeiro de 2018 a banda lançou o single e o videoclipe de "Komet", música-título do álbum.  E em 17 de fevereiro de 2018, o single e o video de "Von oben" foi lançado.
Em 8 de fevereiro de 2018, a banda anunciou por meio de suas redes sociais a saída do baterista Jürgen Wiehler depois de quase 11 anos junto à banda. Tobias Derer foi anunciado como novo baterista em 11 de fevereiro. A saída de Jürgen ocorreu a duas semanas antes do lançamento do novo álbum da banda.

## Membros

### Membros atuais
- Alexander "Lex" Wohnhaas - vocais
- Christian "X-ti" Bystron - guitarra
- Wenz Weninger - baixo
- Maxx Hertweck - bateria
- Christopher Klinke - guitarra

### Membros fundadores
- Alexander "Alexx" Wesselsky - vocais
- Marc Bredtmann - guitarra
- Josef Kalleder - baixo
- Tobias Trinkl - bateria
- Christian Scharinger - teclados

### Ex-membros
- Alexander "Alexx" Wesselsky - vocais
- Matthias "Jablonski" Elsholz - vocais
- Oliver Pohl - guitarra
- Jürgen Zink - bateria
- Frank Gegerle - bateria
- Jochen "Noel Pix" Seibert - teclados
- Jürgen "Bam Bam" Wiehler - bateria
- Tobias Derer - bateria
- Rolf Hering - bateria

## Discografia
Álbuns
| Ano  | Título           | Posição nas paradas | Posição nas paradas | Posição nas paradas |
| Ano  | Título           | ALE                 | AUT                 | SUI                 |
| ---- | ---------------- | ------------------- | ------------------- | ------------------- |
| 1995 | Herzwerk         | -                   | -                   | -                   |
| 1997 | Wer Bist Du      | -                   | -                   | -                   |
| 1998 | Kopfschuss       | -                   | -                   | -                   |
| 2000 | Himmelfahrt      | 78                  | -                   | -                   |
| 2002 | Herzwerk II      | 78                  | -                   | -                   |
| 2004 | 5                | -                   | -                   | -                   |
| 2008 | Heuchler         | 31                  | -                   | -                   |
| 2012 | Götterdämmerung  | 19                  | -                   | -                   |
| 2014 | Zombieland       | 17                  | 75                  | 68                  |
| 2018 | Komet            | 7                   | 49                  | 43                  |
| 2023 | In Teufels Namen | 16                  | –                   | 54                  |

EP's
| Ano  | Título                              |
| ---- | ----------------------------------- |
| 2002 | Double Feature (Limited DJ Edition) |
| 2007 | Freiflug EP: The Early Years        |
| 2008 | Mann von Welt                       |
| 2008 | Heuchler                            |
| 2011 | Jagdzeit                            |
| 2015 | Erdwärts                            |

Coletâneas
- Querschnitt (2001)
- Totgesagte Leben Länger (2009)

Álbuns de Remix
- Loblieder (2010)

## Videografia
Videoclipes
- 1999 - Freiflug (Kopfschuss)
- 2011 - Jagdzeit (Götterdämmerung)
- 2013 - Herz aus Gold (Götterdämmerung)
- 2014 - Für Immer (Zombieland)
- 2014 - Himmelsstürmmer (Vídeo-letra) (Zombieland)
- 2015 - Wer hat Angst vor'm Schwarzen Mann? (Vídeo-letra) (Erdwärts)
- 2016 - Einsam (Erdwärts)
- 2017 - Vorhang auf (Komet)
- 2018 - Komet (Komet)
- 2018 - Von oben (Vídeo-letra) (Komet)

DVDs
- 2007 - Freiflug EP: The Early Years
- 2012 - Götterdämmerung - Wacken Live Edition